# Sjukdomshistoria
Sjukdomshistoria eller anamnes är en redogörelse för en patients föregående tillstånd. Den är en sammanställning av information av vikt för diagnostik och patientvård, som inhämtas av läkare eller annan vårdprofessionell via mer eller mindre öppna frågor till patienten (autoanamnes) eller närstående som har kännedom om patienten (heteroanamnes). Det kan uttryckas som att "ta anamnes".
Anamnesen innehåller vanligen patientens egen redogörelse för sina aktuella besvär, uppgifter om tidigare och kroniska sjukdomar, kroppsfunktioner och sociala förhållanden.
Exempel på information som kan efterfrågas i anamnesen:
- Identifikation: namn, personnummer, längd och vikt
- Kontaktorsak[1] - orsak till vårdkontakt som patient eller företrädare för patient anger
- Aktuellt - utförlig beskrivning av aktuella besvär, vad som hänt innan besöket
- Tidigare sjukdomar - viktiga genomgångna eller kroniska sjukdomar inklusive operationer
- Organfunktioner - hur fungerar hjärna/nervsystem/syn/hörsel, hjärta/blodkärl, lungor, njurar/urinvägar, mage/tarm, gyn/sex-funktion, rörelseapparat
- Hereditet - några ärftliga sjukdomar
- Levnadsvanor[2] - mat, fysisk aktivitet, fritidsaktiviteter, tobak, alkohol, sömn och sexualitet.
- Sociala förhållanden - närstående, boende, yrke,
- Aktuella läkemedel - pågående medicinering
- Allergier